# Zithulele Patrick Mvemve
Zithulele Patrick Mvemve (ur. 31 maja 1941 w Evaton, zm. 6 lipca 2020) – południowoafrykański duchowny rzymskokatolicki, w latach 1994–2013 biskup Klerksdorp.

## Życiorys
Święcenia kapłańskie przyjął 29 czerwca 1969. 10 marca 1986 został prekonizowany biskupem pomocniczym Johannesburga ze stolicą tytularną Luperciana. Sakrę biskupią otrzymał 29 czerwca 1986. 26 marca 1994 został mianowany biskupem Klerksdorp. 26 kwietnia 2013 zrezygnował z urzędu.